# Хайджек
Хайджек (англ. Hijack) — американський бойовик 1999 року, також відомий під назвою «Остання облога: Ніколи не здаватися» (англ. The Last Siege: Never Surrender).

## Сюжет
Терористи захопили потяг, взявши сенатора та інших пасажирів у заручники, і встановили на нього атомну бомбу. Тільки спеціальному агенту, що випадково опинився на цьому потязі, під силу звільнити заручників і знешкодити бомбу, поки ще є час.

## У ролях
- Джефф Фейгі — Едді Ліман
- Ерні Гадсон — сенатор Дуглас Вілсон
- Бет Туссен — Валері Міллер
- Брент Гафф — Девід Андерсон
- Патрік Кілпатрик — Карл Говард
- Роберт Міано — Джон Гатерс
- Ларрі Манетті — Томас Грейді
- Френк Макрей — Роджер Тейт
- Розалінд Аллен — Дженніфер Бентон
- Джеймс Стівенс — Гарольд Бессер
- Піт Антіко — Джек Карпентер
- Ерні Гадсон мол. — Френк Дженнінгс
- Джордж Гердес — Люк Бессер
- Беккі Боксер — Мелінда Бентон
- Девід Джин Гіббс — пілот вертольота
- Майкл Монкс — Стів Бейкер
- Том Постер — Том Франклін
- Меттью Р. Андерсон — інженер